# Underneath
Underneath är det amerikanska pop/rock-bandet Hansons tredje studioalbum som kom ut 2004. 

## Låtförteckning
1. "Strong enough to break" – 3:44
2. "Dancing in the wind" – 4:04
3. "Penny & me" – 4:03
4. "Underneath" – 4:40
5. "Misery" – 3:08
6. "Lost without each other" – 3:44
7. "When you're gone" – 4:31
8. "Broken angel" – 4:49
9. "Deeper" –4:10
10. "Get up and go" – 4:19
11. "Crazy beautiful" – 4:02
12. "Hey" – 4:23
13. "Belive" & "Lulla Belle" – 12:17